# Alcedinidae
Famille

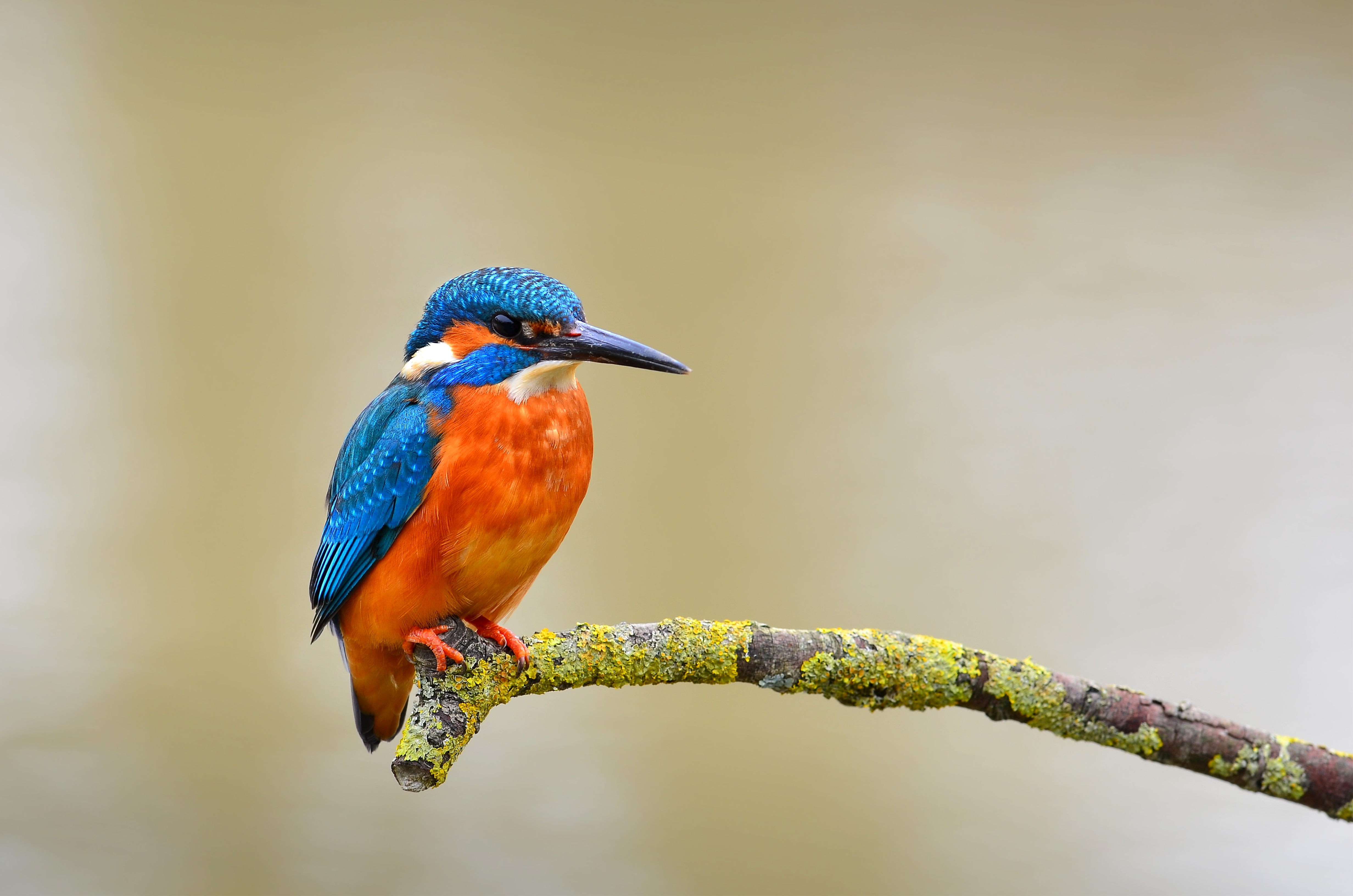
Un Alcedinidae.

Les Alcédinidés ou Alcedinidae forment une famille d'oiseaux plus connus sous les noms de martins-pêcheurs et martins-chasseurs.

## Description

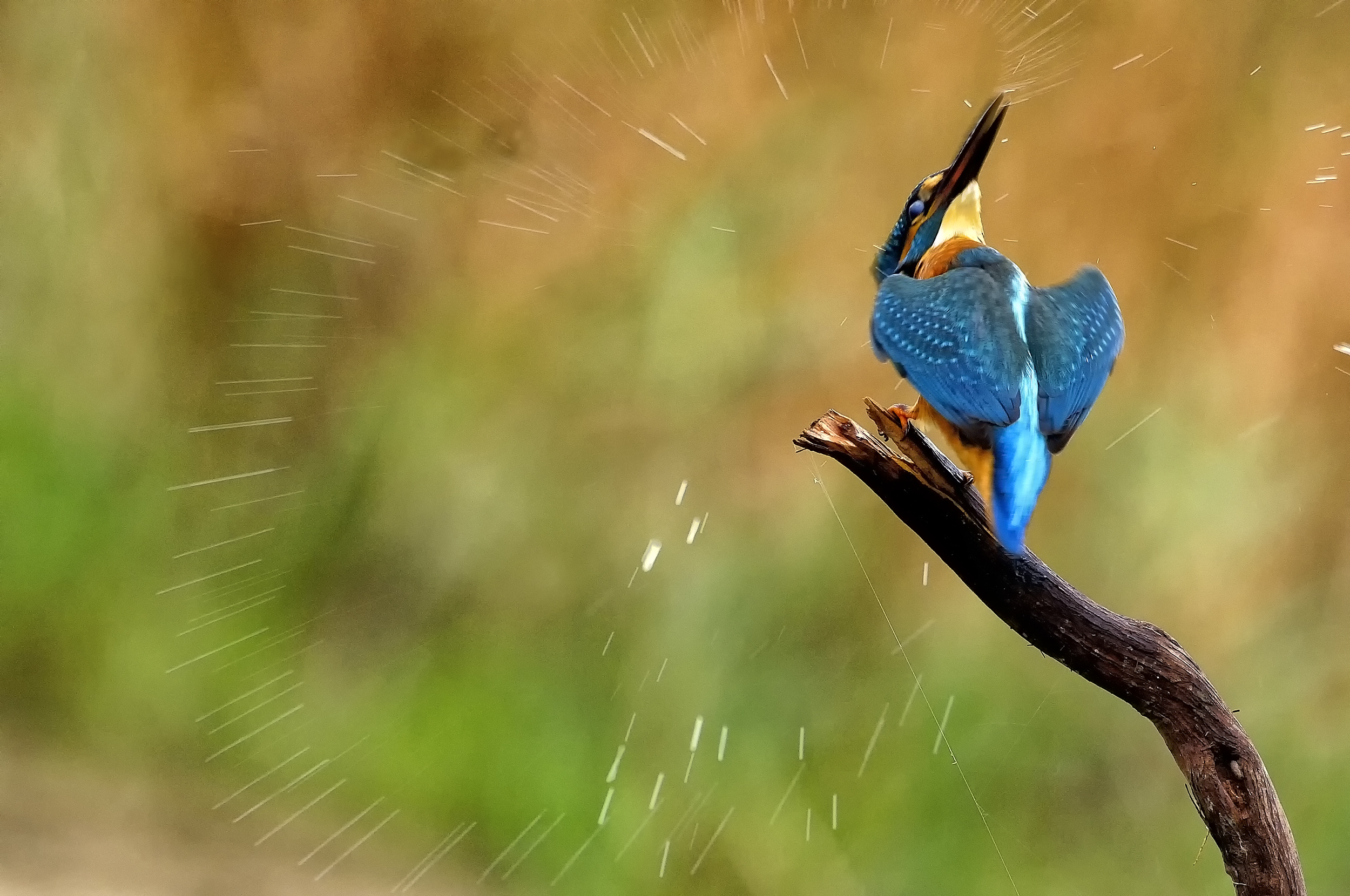
Un alcedinidae se sèche après la pêche dans le Riserva naturale provinciale Oasi della Contessa, Italie. Aout 2007.

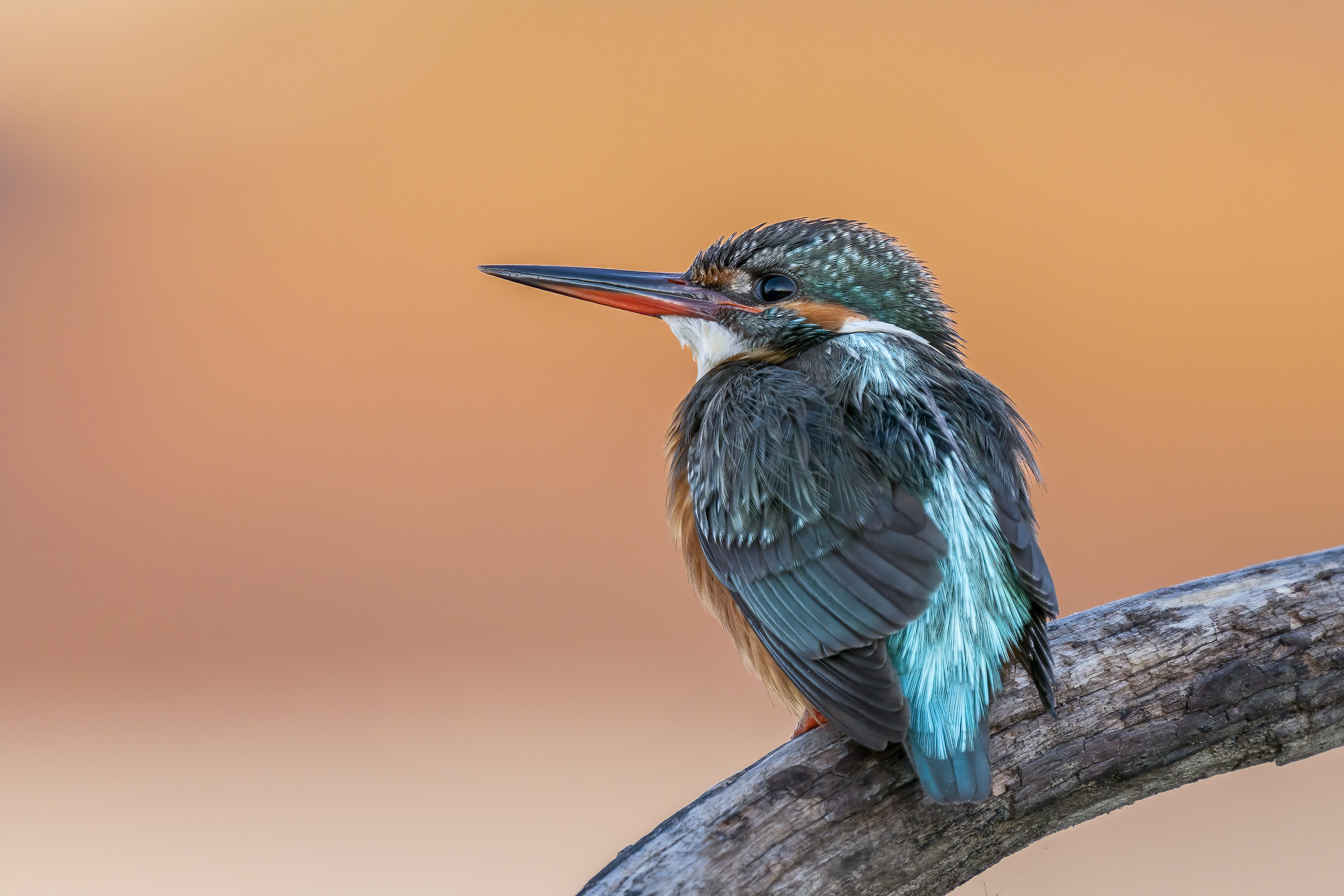
Un Alcedinidae à Ria Formosa, Portugal. Janvier 2021.

Ce sont des oiseaux compacts de petite taille (10 à 15 cm), au bec droit et long, en forme de poignard. Leurs pattes sont courtes, et ils portent un plumage aux couleurs vives.

## Répartition et habitat
Cosmopolites, ils fréquentent surtout les forêts et les zones boisées, souvent près de l'eau ; quelques espèces vivent en régions arborées éloignées de l'eau, et une autre espèce dans les déserts à broussailles.

## Systématique
Les Alcédinidés sont subdivisés en trois sous-familles temporairement considérées comme des familles séparées dans la classification de Sibley-Ahlquist :
- les halcyoninés ;
- les alcédininés ;
- les cérylinés.

### Liste alphabétique des genres

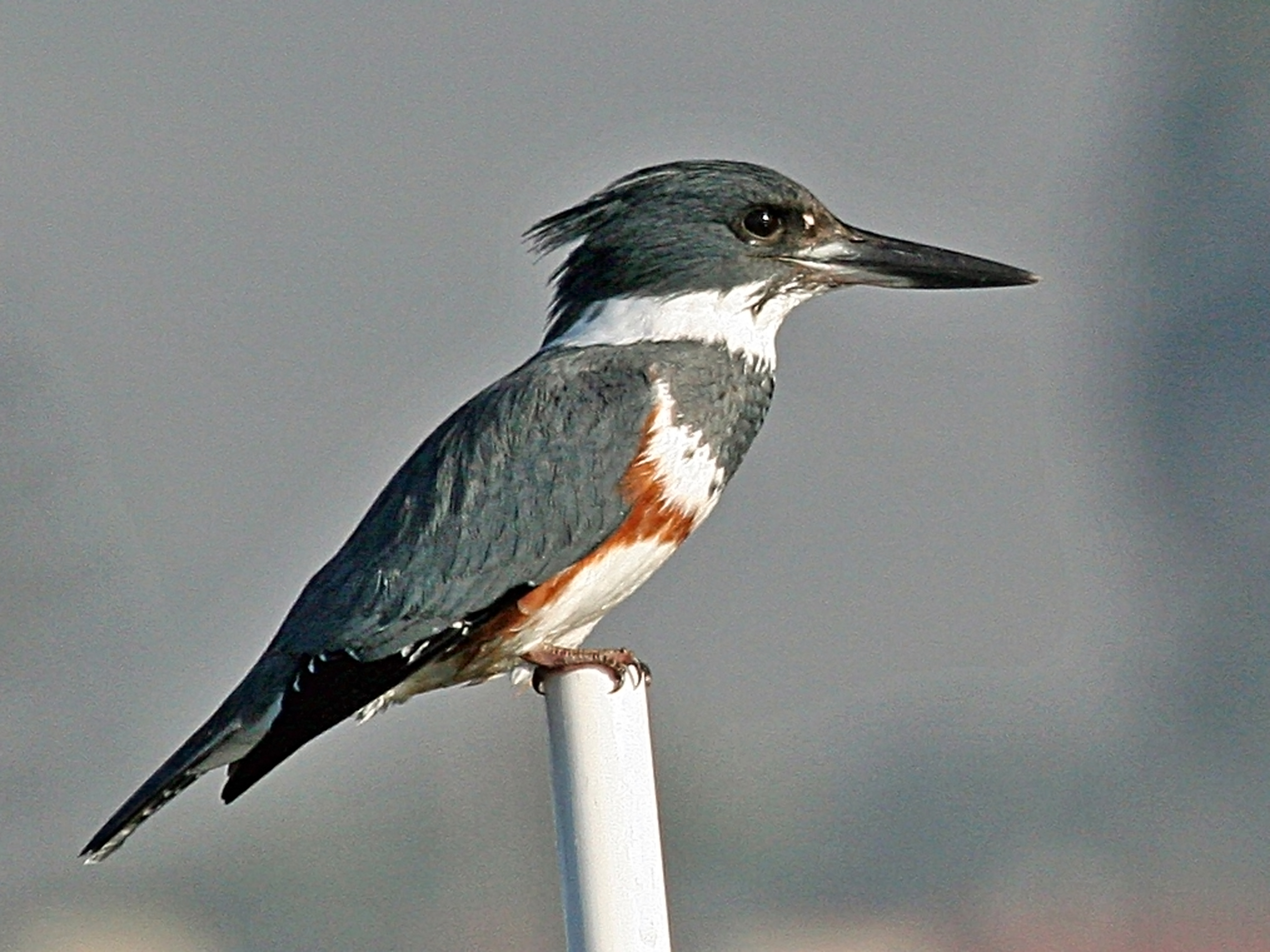
Martin-pêcheur d'Amérique femelle.

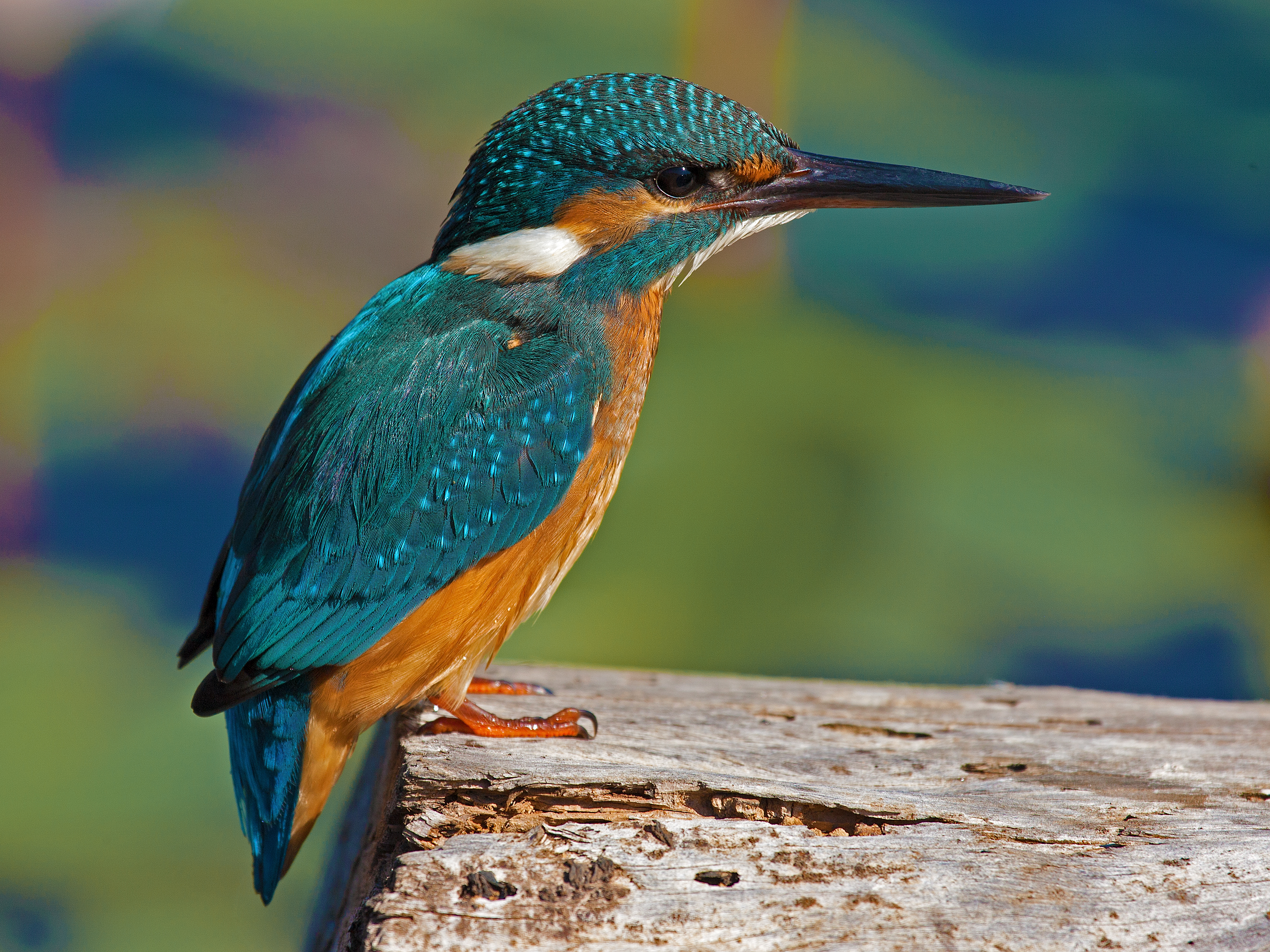
Martin-pêcheur d'Europe.

- Actenoides (6 espèces)
- Alcedo (8 espèces)
- Caridonax (1 espèce)
- Ceryle (1 espèce)
- Ceyx (23 espèces)
- Chloroceryle (4 espèces)
- Cittura (2 espèces)
- Corythornis (4 espèces)
- Dacelo (5 espèces)
- Halcyon (12 espèces)
- Ispidina (2 espèces)
- Lacedo (1 espèce)
- Megaceryle (4 espèces)
- Melidora (1 espèce)
- Pelargopsis (3 espèces)
- Syma (2 espèces)
- Tanysiptera (9 espèces)
- Todiramphus (30 espèces)

### Liste des espèces
D'après la classification de référence (version 5.1, 2015) du Congrès ornithologique international (ordre phylogénique) :

## Mythologie et symbolisme

### Chez les Anciens: l'alcyon
| Pour les articles homonymes, voir Alcyon . | Article détaillé : Alcyon (mythologie) . |

Chez les Anciens, oiseau dont la rencontre passait pour un présage de calme et de paix, car il fait son nid pendant les « jours alcyoniens », c’est-à-dire sept jours avant et sept jours après le solstice d’hiver, pendant lesquels la mer est calme. Ce mot d'origine grecque se trouve pour la première fois à l'écrit en 1265.

#### Étymologie (Littré)
« Termes grecs, l'un dérive de celui qui signifie la mer (pour les rapports de ce mot, voy. SEL), et l'autre se traduit par qui fait ses petits, du verbe grec faire des petits, parce que l'alcyon fait son nid sur la mer. M. Benfey, II, 165, rattache la dernière partie du mot au terme grec signifiant chien (voy. CHIEN). À cause de l'étymologie quelques-uns écrivent en latin Halcyon et Halcyone. »

### Oiseau «fabuleux»?
La définition des ouvrages de langue française commence toujours par « oiseau fabuleux », ce qui est inexact, car les alcyons, qu’on connaît mieux sous le nom martin-pêcheur, existent bien. Seuls les dictionnaires de langue anglaise font le lien avec kingfisher (« martin-pêcheur ») dans leur définition, qui est le terme courant. C’est pourquoi on évite les tournures du genre mythical bird (« oiseau fabuleux »). Il ne semble pourtant pas qu’on ait toujours commis cette erreur en français, car le Littré, le Dictionnaire de l’Académie (1762) et le Furetière décrivent l’alcyon comme un oiseau qui existe bel et bien. Étant donné que les dictionnaires de langue française et de langue anglaise décrivent les pouvoirs merveilleux de cet oiseau seulement dans la rubrique alcyon (halcyon), on utilisera ce terme de préférence à tout autre pour mettre l’accent là-dessus.
« On appelle les jours Alcyoniens, ceux pendant lesquels les Alcyons font leur nid, qui sont vers le solstice d'hyver. » (Furetière)

## Utilisations

### Chez les Chinois
Les Chinois utilisaient des plumes de martin-pêcheurs pour en faire des épingles à cheveux ou des couronnes et appelaient cet art le tian-tsui.